# Sportyvnyj Klub Dnipro-1
Lo Sportyvnyj Klub Dnipro-1 (in ucraino Спортивний клуб Дніпро-1?), meglio noto come Dnipro-1, era una società di calcio di Dnipro, in Ucraina.

## Storia
Il club era di proprietà di Maksym Bereza e Hennadij Polonskij. Il primo è altresì il figlio del presidente, Jurij Bereza, che è il capo del Reggimento Dnipro-1, una delle squadre speciali della polizia ucraina.
Il 6 luglio 2017 il club annuncia di aver acquisito il settore giovanile del Dnipro e che parteciperà al campionato 2017-18 di Druha Liha, potendo contare su calciatori di peso come Jevhen Čeberjačko e Serhij Kravčenko.
Alla prima partecipazione in Coppa di Ucraina raggiunge le semifinali, dove viene sconfitto dalla Dinamo Kiev (4-1). L’anno seguente, sempre nella Coppa d’Ucraina, il club raggiunge nuovamente la semifinale, ma questa volta viene eliminato dallo Šachtar. Nel 2019 vince il campionato di Perša Liha e viene promosso in Prem"jer-liha, dove nell'edizione 2021-22 ottiene il terzo posto; nella stagione seguente migliora il piazzamento concludendo al secondo posto, qualificandosi ai preliminari di UEFA Champions League.
Durante l'inverno del 2023-24, la FIFA ha vietato ogni acquisto da parte del club a seguito di una diatriba legale tra esso e l'ex allenatore Igor Jovićević. Oltre a lui, Oleksandr Kučer, anch'egli tecnico del Dnipro-1 ha dichiarato che nemmeno lui ha ricevuto compensi dal club.
Nel luglio del 2024, il club viene estromesso dalle competizioni europee e dal campionato ucraino per motivi economici.

## Organico

### Rosa 2023-2024
Aggiornata al 2 dicembre 2023.
| N. |                      | Ruolo | Calciatore            |
| -- | -------------------- | ----- | --------------------- |
| 1  | Ucraina (bandiera)   | P     | Vladyslav Rybak       |
| 2  | Ucraina (bandiera)   | D     | Mykyta Kononov        |
| 3  | Ucraina (bandiera)   | D     | Volodymyr Adamyuk     |
| 4  | Argentina (bandiera) | D     | Emiliano Purita       |
| 5  | Ucraina (bandiera)   | C     | Eduard Sarapiy        |
| 6  | Brasile (bandiera)   | D     | Busanello             |
| 7  | Ucraina (bandiera)   | A     | Oleksandr Filippov    |
| 8  | Ucraina (bandiera)   | C     | Oleksandr Pikhalyonok |
| 9  | Ucraina (bandiera)   | C     | Oleksij Huculjak      |
| 11 | Ucraina (bandiera)   | A     | Artem Gromov          |
| 15 | Ucraina (bandiera)   | D     | Serhij Lohinov        |
| 18 | Ucraina (bandiera)   | C     | Ruslan Babenko        |
| 19 | Brasile (bandiera)   | A     | Wesley Braga          |

| N. |                      | Ruolo | Calciatore           |
| -- | -------------------- | ----- | -------------------- |
| 20 | Ucraina (bandiera)   | D     | Serhij Horbunov      |
| 21 | Ucraina (bandiera)   | C     | Oleksandr Belyaev    |
| 22 | Ucraina (bandiera)   | C     | Valentyn Rubchynskyi |
| 23 | Argentina (bandiera) | C     | Domingo Blanco       |
| 24 | Ucraina (bandiera)   | D     | Valeriy Luchkevych   |
| 25 | Ucraina (bandiera)   | C     | Ihor Kohut           |
| 29 | Ucraina (bandiera)   | A     | Oleksandr Nazarenko  |
| 33 | Ucraina (bandiera)   | P     | Valeriy Yurchuk      |
| 34 | Ucraina (bandiera)   | C     | Volodymyr Tančyk     |
| 39 | Ucraina (bandiera)   | D     | Oleksandr Svatok     |
| 53 | Ucraina (bandiera)   | C     | Maksym Solovyov      |
| 93 | Brasile (bandiera)   | P     | Max Walef            |
|    | Ucraina (bandiera)   | C     | Jevhenij Pasič       |

## Palmarès

### Competizioni nazionali
- Perša Liha: 1

2018-2019
- Druha Liha: 1

2017-2018 (girone B)

### Altri piazzamenti
- Campionato ucraino:

Secondo posto: 2022-2023
Terzo posto: 2021-2022
- Coppa d'Ucraina:

Semifinalista: 2017-2018, 2018-2019

## Statistiche e record

### Statistiche nelle competizioni UEFA
Tabella aggiornata al 16 settembre 2022.
| Competizione                  | Partecipazioni | G | V | N | P | RF | RS |
| ----------------------------- | -------------- | - | - | - | - | -- | -- |
| Coppa UEFA/UEFA Europa League | 1              | 2 | 0 | 0 | 2 | 1  | 5  |
| UEFA Europa Conference League | 1              | 8 | 3 | 2 | 3 | 9  | 8  |

### Partecipazioni alle competizioni UEFA per club
| Stagione  | Competizione                  | Turno    | Avversario       | Casa | Trasferta | Somma    |
| --------- | ----------------------------- | -------- | ---------------- | ---- | --------- | -------- |
| 2022-2023 | UEFA Europa League            | Playoff  | AEK Larnaca      | 1-2  | 0-3       | 1-5      |
| 2022-2023 | UEFA Europa Conference League | Gruppo E | AZ Alkmaar       | 0-1  | 1-2       | 2º posto |
| 2022-2023 | UEFA Europa Conference League | Gruppo E | Apollōn Limassol | 1-0  | 3-1       | 2º posto |
| 2022-2023 | UEFA Europa Conference League | Gruppo E | Vaduz            | 2-2  | 2-1       | 2º posto |
| 2022-2023 | UEFA Europa Conference League | Playoff  | AEK Larnaca      | 0–0  | 0–1       | 0–1      |